# William Sitgreaves Cox
Pour les articles homonymes, voir Cox.
William Sitgreaves Cox (Philadelphie, 20 janvier 1790-Saint-Paul, 17 octobre 1874) est un officier de marine américain.

## Biographie
Troisième lieutenant sur l'USS Chesapeake pendant la guerre de 1812, il participe à la bataille de 1813 contre le HMS Shannon. Lorsque ses compagnons abandonnent leur poste, il se rend sur le pont pour continuer la lutte. Le capitaine James Lawrence est alors blessé. Cox le ramène sous le pont. Tous les autres officiers étant grièvement blessés ou tués, il devient de fait, en tant qu'unique officier valide, le commandant du navire par intérim, chose qu'il ne réalise pas.
Restant auprès de James Lawrence alors qu'il aurait dû remonter sur le pont, il est reconnu coupable en 1814 d'abandon du devoir par la cour martiale, pour abandon de son poste de surveillance sous le feu. Il est alors renvoyé de l'U.S. Navy.
Il s'installe alors comme commerçant dans le Minnesota.
L'arrière-petit-fils de Cox, l'architecte new-yorkais Electus D. Litchfield, a fait campagne pendant près de vingt ans pour sa réhabilitation. En 1952, après l'adoption d'une résolution du Congrès à l'appui de Cox, le Président Harry S. Truman efface le nom de Cox de la disgrâce et le rétablit dans son rang.

## Dans la fiction
Le roman de science-fiction de Robert A. Heinlein, Starship Troopers, se réfère à la décision de la cour martiale envers Cox dans une scène où le commandant d'une académie militaire explique l'importance de la chaîne de commandement à plusieurs cadets sur le point d'être envoyés pour rejoindre des unités en tant que sous-lieutenants temporaires.